# ハマザクロ
ハマザクロ（浜柘榴、学名：Sonneratia alba ）はハマザクロ科の木本植物で、潮間帯に生えるマングローブの構成種の一つ。別名マヤプシギまたはマヤプシキ。マングローブを形成する樹種のひとつで、干潟から顕著な呼吸根を出すことが特徴的である。

## 名称
本種の標準和名はハマザクロであるが、植物図鑑等には別名のマヤプシギまたはマヤプシキとして掲載されることが多くなってきている。
2007年に作成された最新のレッドリストにもマヤプシギで掲載されている。
別名のマヤプシギ（マヤプシキ）はもともと生育地である西表の地方名（方言）である。琉球語の一部では「マヤ」は猫を指すが、「プシキ」は諸説あり、「尻尾」とも「暗礁」、「ヘソ」とも言われている。「尻尾」または「暗礁」については呼吸根を猫の尻尾に見立て、そのものを直接、または、暗礁に猫が隠れて尻尾だけが見えている状態を指す。「ヘソ」については、果実が猫のへそに似ていることを指す。

## 特徴

### 形態
樹高20メートル (m) 、直径80センチメートル (cm) ほどになる大型の常緑高木だが、日本では13 m程度が上限となる。葉はほぼ円形の大きなもので、長さ5 - 8 cm程度で卵型、多肉質で対生し、基部は円脚である。先端は鈍いか円い形をしており、他のSonneratia属マングローブと比較して、最も鈍く丸いことが特徴的となる。10ミリメートル (mm) 程度の葉柄を持つ。幹は直立。幹の根元を中心にして放射状に浅く広く根を張り、泥地から垂直に呼吸根を突き出す。根の呼吸のために水に浸かった地中を横に這っている根から垂直に立ち上がらせた呼吸根は、タケノコのように見えることから筍根や、真っ直ぐ立っていることから直立根とも呼ばれる。また、根に葉緑体を持つことも特徴である。
花期は11月頃。花は小枝の先に単生し、4 - 5 cmの大きさで花弁はなく、大量の白い雄しべが緑色の雌しべを囲む。萼（萼筒）の先端は5個程度に裂け、裂片の形状は三角形である。萼の付け根に蜜腺があり、デンプンの分解により、夜間に一日一度蜜を分泌する。果実は緑色で3 cm程度の扁球形で、多数の種子を含む。オヒルギやメヒルギのように胎生はせず、海水に浮き、海流散布により分布を広げる。しかし種子の発芽率及び生存率が低く、成長も遅いため、成木になるのはごく一部である。

### 生態及び生育環境
熱帯および一部の亜熱帯の干潟に生育するマングローブ植物の中でも、帯状分布の最も海側で生育する。呼吸根を盛んに出しながら海岸から進んで海側に出ていく、マングローブ湿地の先駆植物である。

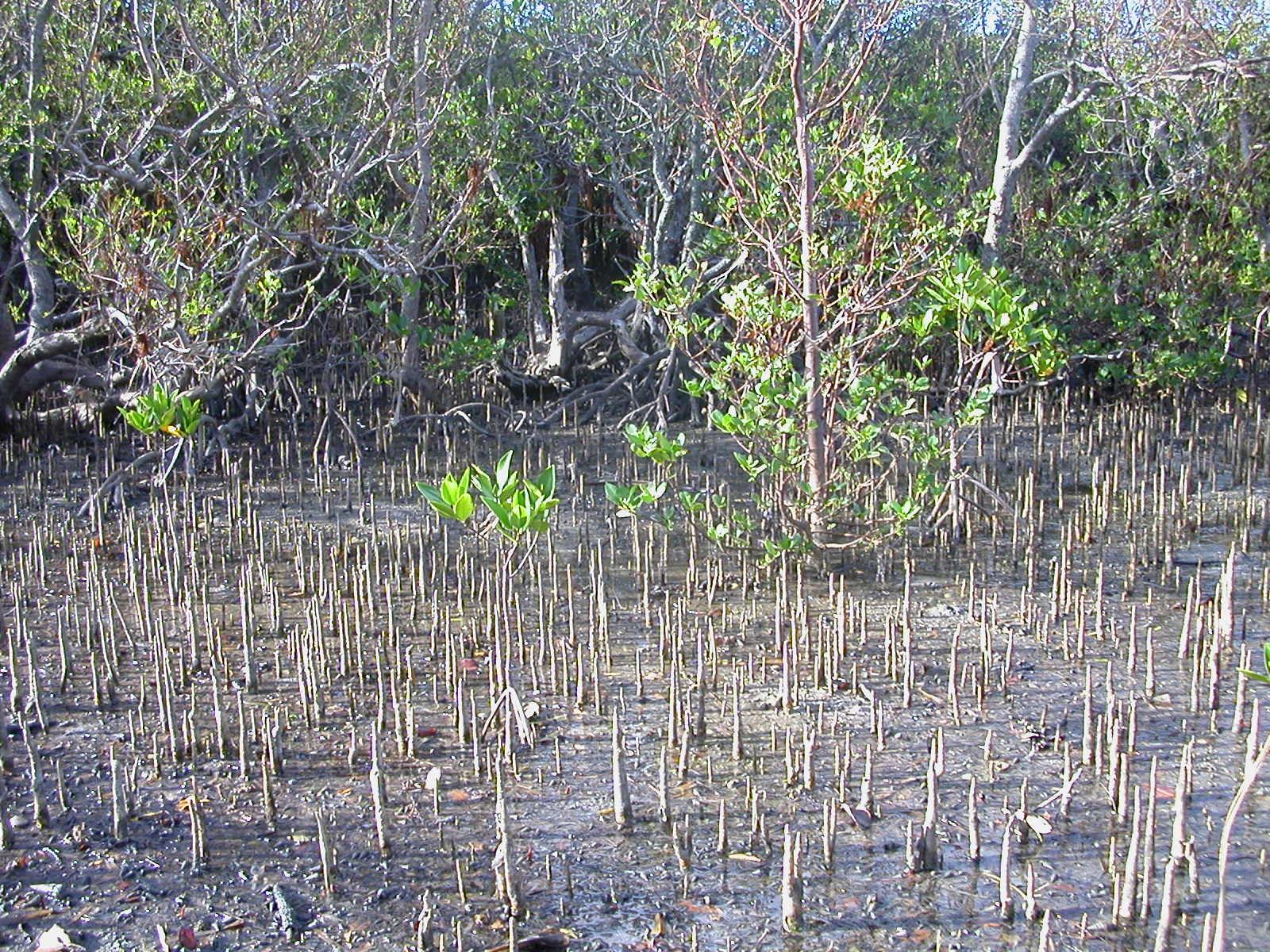
干潟から棘状に呼吸根が突き出している。 西表島
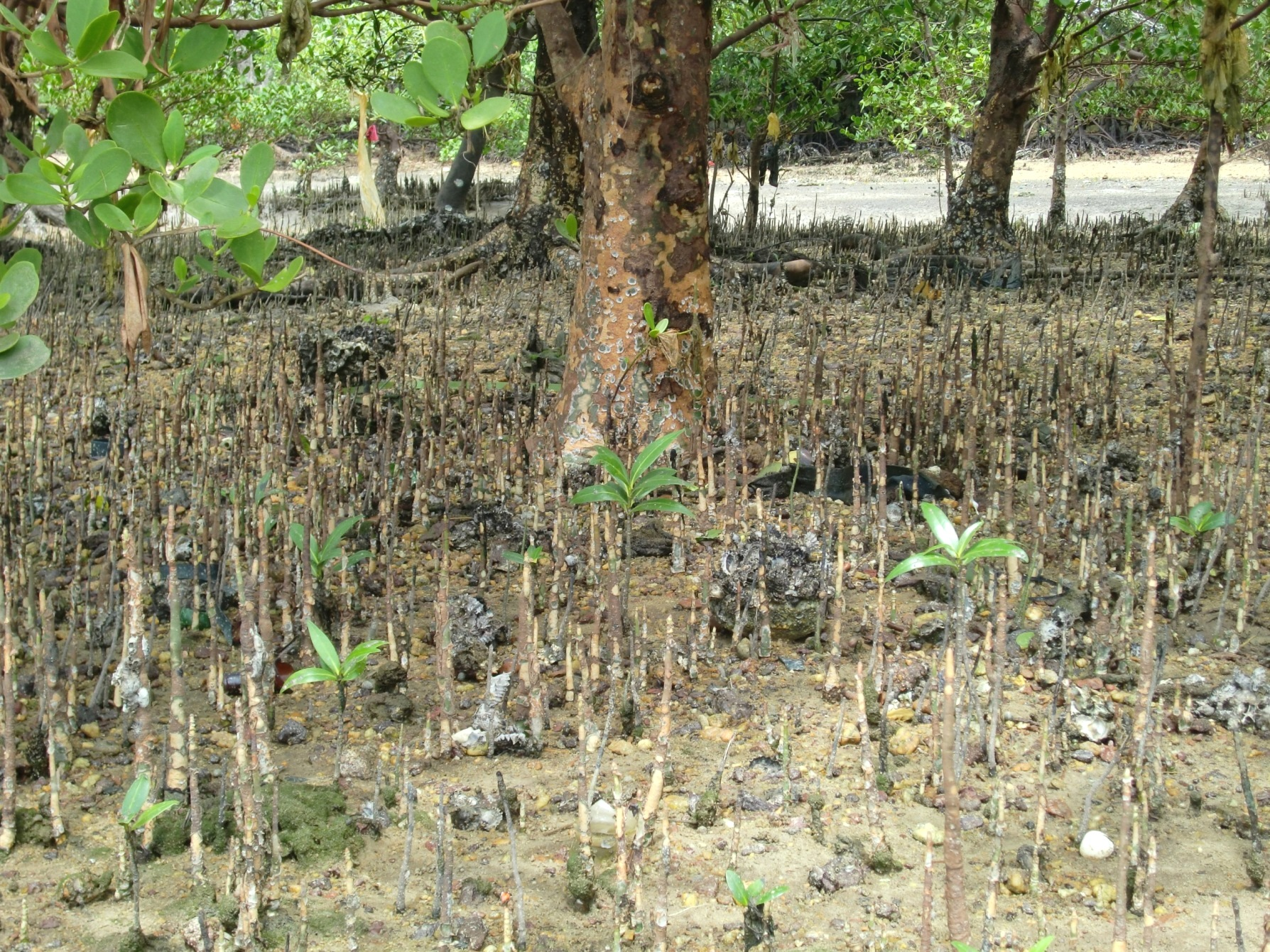
本種が密集すると呼吸根が密生する。 マレーシア・スランゴール州
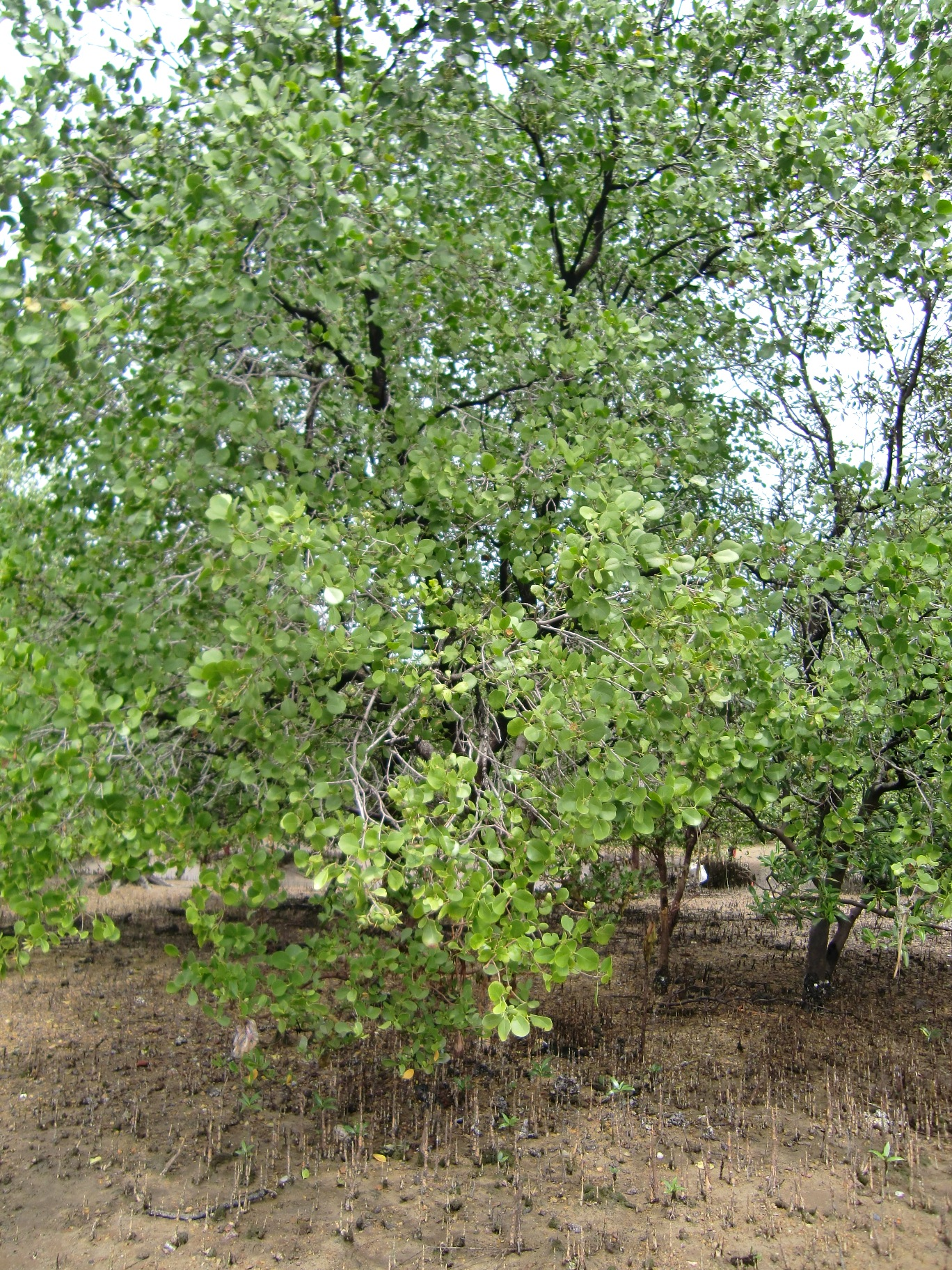
成木。熱帯域では大木となる。 マレーシア・スランゴール州

## 分布
アフリカ東海岸の熱帯域全域から、熱帯アジア、東アジア、オセアニアの熱帯域に広く分布する。インド以西では本属では本種が優先するが、インド以東では同属のS. apetala, S. caseolaris等と分布域が重なっている。また、比較的高緯度にも分布し、北限は日本の八重山諸島である。

### 日本における生育地
日本国内のマングローブ構成種7種の中で最も南に分布する。主に西表島東部および小浜島に自生。石垣島にもごくわずかに自生する。世界のハマザクロ分布の北限であり、かつハマザクロ科分布の北限でもある。小浜島の群落は、河口域の開発のため減少傾向にあり、石垣島では、ほぼ絶滅状態である。現在、西表島の東部を中心とした生息地で保護が行われている。

## 利用
樹皮にはタンニンを多く含む。植生が豊富な地域では、木炭の原料や建材として利用される。またインド等では若葉や果実を食用（煮食）とされるほか、医薬品として利用されることもある。

## 保護上の位置づけ
- 準絶滅危惧（NT）（環境省レッドリスト）

- 沖縄県版レッドデータブック - 準絶滅危惧